# La Torre (Saix)
La Torre és un paratge situat al nord-est del terme municipal de Saix (L'Alt Vinalopó, País Valencià).

## Història
A la zona s'han trobat restes d'una antiga vila romana edificada cap a mitjan segle i, amb un període d'apogeu als segles II i III i abandonada a mitjan segle IV. A banda de les restes immobles, excavades per José María Soler García des de 1965, s'ha trobat un sarcòfag de marbre blanc i part d'una presa romana en un dels barrancs de la zona. Amb tot, el nom del paratge prové d'una torre de guaita d'època almohade (segle XII), de planta quadrada i de mamposteria travada amb calç. Estava situada estratègicament per servir d'empara als transeünts del «Camí dels Valencians», l'origen dels quals es pot identificar amb la Via Augusta. D'aquesta torre deriva també el nom de la «Font de l'Amparador», que va subministrar aigua potable a Saix fins al segle xx.

## Patrimoni
- Ermita de Sant Pancraci: Se situa a la part alta d'un altre tossal proper i es va construir a mitjan segle xx. És lloc de peregrinació l'1 de maig de cada any.[1]
- Casa de la Torre: La va manar edificar Gaspar Marco i Marco en 1856 i es va restaurar en la dècada de 1990. Té dues plantes nobles i una golfa, de caràcter sumptuós. Està envoltada d'espais enjardinats.